# آراچ کورپوریشن
ابرشرکت آرایچ (انگلیسی: RH Corporation) ابرشرکت کالای لوکس آمریکایی است، که در سال ۱۹۷۹ تأسیس شد.